# Jornalismo institucional
Chama-se Jornalismo Institucional a especialização do jornalismo voltada para o público interno de uma instituição, seja qual for sua natureza (lucrativa, sem fins lucrativos, política, religiosa, militar, sindical etc.).
O jornalismo institucional opera por vários suportes, mas principalmente house organs (impressos de circulação interna) e websites de internet e intranet. Geralmente é produzido por um jornalista ou relações públicas ou ainda por empresas de assessoria de imprensa.
A produção de jornais-mural, fôlderes, panfletos e de vídeos institucionais também fazem parte do jornalismo institucional. Esse material pode ter caráter informativo ou de divulgação e marketing.